# Nelson Chelle
Nelson Rubens Chelle Naddeo (Paysandú, 18 maggio 1931 – 17 dicembre 2001) è stato un cestista uruguaiano.

## Carriera
Con l'Uruguay ha disputato due edizioni dei Giochi olimpici (Melbourne 1956, Roma 1960) e i Campionati mondiali del 1959.